# 超时空要塞
《超時空要塞》，又譯為馬克羅斯，是一部日本電視動畫。1982年10月3日首次在日本TBS電視台播出，共36集；為超時空系列的第一部。同时也是超时空要塞系列第一作。本条目仅描述TV版《超时空要塞》，系列作品概述请参见条目「超时空要塞系列」。

## 概要
首部結合偶像歌手、戀愛、戰機變形機器人等元素的動畫影集，當時掀起一波熱潮。
香港亞洲電視中文台（現稱本港台）則於1984年1月3日播放。
1985年，美國金和聲取得該片北美地區的版權，為配合當時電視播出規定不得少於65集，而將《超时空骑团》、《機甲創世紀》與其連接在一起，重新改编為《太空堡壘》。
臺灣中國電視公司於1985年12月18日，以《宇宙戰艦》譯名播映。

## 製作經緯
起初Studio Nue為當時動畫公司Wiz Corporation提出《Genocidus》企畫，通稱「G企畫」，催生了GERWALK型態。但這硬科幻方向不太受贊助及玩具商青睞，另外製作「Battle City Megaroad」企畫試案爭取其資金支持 ，那時河森正治負責日法合作的《太空神話》主要太空船機設，曾構思將一座一般城鎮放入太空船內，但沒被採用，索性把它導入巨大變形人型戰艦中，宮武一貴也提議設計大小相當的敵人讓故事更有可看性；而河森在橫濱長大，那裡有著名的中華街，於是請美樹本晴彥設計中華料理店出身的女孩，至此故事核心架構大致完成。宇宙規模大戰爭、小小三角關係的走向也現雛型。又逢Wiz Corp.解散重組，企畫移至Studio Nue繼續進行。
以宇宙戰爭為舞台的戀愛劇試案，果真被贊助商Big West接受而扶正，河森也用變形戰艦模型操作解釋給玩具商看過沒問題，著手動畫製作事宜。Studio Nue偏好用「mega」表示巨體的東西，但Big West社長大西良昌從以前就有作品取名「馬克白」的念頭，因商標註冊問題不能使用，想以「Macbeth」或「Mega Macbeth」概念用同義詞「macro」來命名，最終定案採「馬克羅斯」:247。在準備稿階段變形戰艦名稱為「超弩級宇宙戰艦Megaroad」，後簡為「宇宙戰艦Megaroad」，在決定稿前也表記「宇宙戰艦馬克羅斯」:235-238。「超弩級」則沿用至暫定標題「超弩級要塞」取代早先的「銀河要塞」，在播出前約一個月正式定名「超時空要塞」。不過，名稱更迭亦導致作品情報混亂，《Animage》還誤植成「超時空戰艦」。
由於經費及製作能力不足，內容大幅修正傑特拉帝人及刪除劇情有關監察軍設定，集數亦縮水，雖找來大公司龍之子協助製作，卻也付出讓渡海外版權的代價，成為日後版權糾紛的導火線。製作電影版時問題不再，雙方簽訂備忘錄確認Big West擁有其完整版權。

## 故事簡介
西曆1999年，一顆巨大隕石墜落在南太平洋亞塔利亞島。經過調查之後發現，這顆「隕石」原來是一艘擁有超越地球人類科技的巨型宇宙戰艦。明白告訴了地球人類，在地球以外還有其他高智慧的生物存在，而且更有可能是一些比起地球人類身高高五倍，以戰爭為生之巨人。於是各國政府拋開國家之間的利害關係，成立整合世界現有國家的單一人類政府，並開始重建這艘代號為ASS-1（Alien Star Ship-1）的外星太空船。
重建的10年期間，雖然決定組成地球統合宇宙軍，但地球各地亦發生了很多為利害衝突而展開的激烈戰爭。在戰爭期間重建的工作仍然繼續進行，直至戰爭結束，地球恢復平靜，這艘ASS-1終於重建完成，並且改名SDF-1 馬克羅斯。就在紀念馬克羅斯重建完成紀念當天，馬克羅斯突然失控自動發射主砲……

## 主要人物

### 地球人
一条輝（聲：長谷有洋）
馬輝（港譯）、江旭輝（安樂發行電影版譯名），ATV粵語配音：葉少榮；VCD粵配：郭立文；電影版粵配：馮錦堂（安樂版）
瑞克（台灣中視方面所使用於美國金和聲公司改編之男主角譯名）
男主角，原本是空中特技飛行員，在超時空要塞馬克羅斯首航式時被卷入戰火，因為前輩羅伊·弗克的關係加入地球統合宇宙軍。在空襲時巧遇林明美，心生愛慕之情；但明美成為偶像巨星之後，二人距離漸遠。此時，本來與一直鬥氣、衝突的飛行戰略指揮官早瀨未沙，不經不覺間產生了愛情，形成使他非常困擾的三角關係。
林明美（聲：飯島真理）
林明明（港譯）、明菜（安樂發行電影版譯名），ATV粵語配音：林錦燕；VCD粵配：呂慕慈；電影版粵配：林元春（安樂版）
林明媚（台灣中視譯名）
女主角之一，中日混血兒，樣子甜美，性格天真可愛，在超時空要塞首航禮當日城市被襲後，和其他市民一起移民到超時空要塞。後來當選第一屆馬克羅斯小姐冠軍，之後成為艦上的紅歌星，更因為她的歌聲令巨人軍文化覺醒，停止了這場戰爭。她和一条輝有一段錯綜複雜的戀情。
早瀨未沙（聲：土井美加）
早瀨美沙，ATV粵語配音：譚淑英；VCD粵配：劉惠雲；電影版粵配：黃小英（安樂版）
謝美蘭（台灣中視譯名）
女主角之一，美貌與智慧兼備的女軍官，性格外剛內柔，表面是個不容易接近的女強人，但內在卻是個溫柔可親的小女人。她出生於軍人世家，是軍校的高材生，畢業後被派往超時空要塞擔任戰管一職；其父親身為地球統合軍提督一直不希望她在船上。是一条輝的上司，一直懷念著早已戰死的初戀情人，後來與一条輝一同遇險、共渡困厄，漸生情愫。
羅伊·福克（聲：神谷明）
福卡（港譯），ATV粵語配音：黃志成
地球內戰「統合戰爭」期間（馬克羅斯Zero）的統合軍上尉飛行員。與一条輝相識多年，被輝視為偶象，是教導輝飛行技術的師傅，並以少校的軍階成為統合軍的王牌及出任ASS-1馬克羅斯，是與傑特拉帝人對戰初期的骷髗編隊隊長。其後某次敵方來襲，一条輝養傷未能出戰，福卡卻因保衛隊員而機體中槍殉職。
克勞蒂亞·萊薩爾（聲：小原乃梨子）
黑珍珠（港譯），ATV粵語配音：陶碧儀
非裔美國人，羅伊·弗克的女友，在馬克羅斯擔任武器管制官一職，雖比早瀨未莎年少卻常指導她男女間的情感問題，起到知心大姐的作用。
麥斯米倫·吉納斯（聲：速水奨）
麥斯（港譯），ATV粵語配音：陳永信
一条輝的下屬，是天才新秀，實力直逼皇牌機師。作戰期間意外認識外星人傑特拉帝人軍的皇牌女巨人米莉亞，竟譜出戀曲。二人结婚，生兒育女。戰後成为 MACROSS7 船团军方领导人。
柿崎速雄（聲：鈴木勝美）
張崎（港譯），ATV粵語配音：程輝
一条輝的下屬。性格樂天粗枝大葉，讓隊友時常幫忙。
布鲁诺・J・葛洛佛（聲：羽佐間道夫）
布諾・古力華艦長（港譯），ATV粵語配音：周永坤；VCD粵配：黎家希
超時空要塞馬克羅斯的艦長，軍團總指揮。
艦橋三人娘
在超時空要塞馬克羅斯的指輝艦橋工作的三位女軍人，負責通信、航法計算以及雷達情報分析。
夏米·米利奧姆（聲：深雪早苗）
咪咪（港譯），ATV粵語配音：沈小蘭
瓦奈莎·雷亞德（聲：佐佐木由美子）
嘉寶（港譯），ATV粵語配音：余秀明
金·凱比羅夫（聲：鶴弘美）
阿瓊（港譯），ATV粵語配音：雷碧娜

### 巨人
布利泰（聲：蟹江榮司）
布勒泰司令（港譯），ATV粵語配音：龔祖澤
傑特拉帝人偵察部隊的指揮，是最早一支軍隊與地球人超時空要塞作戰，卻也因此軍隊上下深受地球人的文化感染。
阿基塞多（聲：大林隆介）
沙勞德（港譯），ATV粵語配音：陸頌愚
傑特拉帝人偵察部隊的參謀，布勒泰手下，一直著力了解地球人的文化，後來受委任與超時空要塞談判。戰後成為 MACROSS7 船團的軍方參謀。
卡姆金·克拉弗雪拉（聲：目黑裕一）
金正（港譯），ATV粵語配音：陳永信／黃子敬
傑特拉帝人的分隊隊長，布勒泰司令的下屬。為人勇悍好戰，不聽紀律。與地球決戰期間，拒絕聽從布勒泰命令，撤離了戰場。戰後隱伏在地球兩年，號召不滿和平生活的傑特拉帝人兵變。
拉普·拉米茲（聲：鳳芳野）
露柏媚（港譯），ATV粵語配音：余秀明
女性傑特拉帝人軍人，巴特贊屬下直衛艦隊的司令，米莉亞的上司。夥同布勒泰參與地球決戰，但不同意戰後的生活，與金正的軍隊合流。
米莉亞（聲：竹田えり）
米娜（港譯），ATV粵語配音：雷碧娜
傑特拉帝人（Zentradi）的皇牌女戰士。不曾敗過的她卻敗給地球超時空要塞的馬克斯（馬克斯米利安·吉納斯），因此要求轉換成微型身型，潛入超時空要塞，結果在比賽電玩遊戲時再敗給馬克斯，在之後約會時與馬克斯拿刀相向進行白兵戰吞下第三敗。但馬克斯卻對她一見鍾情，因此二人共墮愛河並馬上就結婚了作為雙方渴望和平的象徵。
波德爾·沙（聲：市川治）
巴特贊（港譯），ATV粵語配音：李學儒／黃子敬
布利泰的頂頭上司，傑特拉帝人基幹艦隊的總司令。少數知道「原始文明」（Proto-culture）的傑特拉帝人。極度不滿傑特拉帝人被地球人的原文化感染，決定徹底摧毀地球。

## 製作人員
- 企画：大西良昌
- 原作：Studio Nue
- 原作協力：ARTLAND
- 劇本統籌：松崎健一
- 人物設計：美樹本晴彦
- 機械設計：宮武一貴、河森正治
- 總監督：石黑昇
- 美術監督：多田喜久子、勝井和子
- 音樂：羽田健太郎
- 設定監修：黑河影次
- 製作人：井上明（龍之子）、岩田弘（Anime Friend）
- 演出助手：山賀博之、西森明良
- 監修：河森正治
- 作画監督補：垣野内成美
- 上色：、京都動畫、AIC
- 錄音制作：
- 錄音：
- 現像：東洋現像所
- 制作担当：内山秀二
- 制作協力：ARTLAND
- 連載：小学館学習雜誌、Televi-Kun、冒險王→
- 製作：每日放送、龍之子Production、Anime Friend

## 歌曲
片頭曲
日本版：
作詞：阿佐茜　作曲・编曲：羽田健太郎　演唱：藤原誠
台灣中視版：
- 「宇宙戰艦」

作詞、作曲：不詳　演唱：不詳（以兒童合唱團方式錄製）
香港亞視版：
- 「超時空要塞」

作詞：鄭錦富　作曲・编曲：羽田健太郎　演唱：楊仲恩
翻唱原版主題歌「「馬克羅斯」」，但另填粵語歌詞，編曲部分亦為直接使用日本版。
片尾曲
作詞：阿佐茜　作曲・编曲：羽田健太郎　演唱：藤原誠（完結篇使用版本則與飯島真理合唱）
插曲
演唱：飯島真理
演唱：飯島真理
- SUNSET BEACH

演唱：飯島真理
演唱：飯島真理
演唱：飯島真理
演唱：飯島真理
演唱：飯島真理
演唱：飯島真理
演唱：飯島真理

## 故事年表
| 故事年份  | 作品 | 製作年份  |
| --------- | --- | --------- |
| 2008      | 超時空要塞Zero - 與馬克羅斯Frontier部分故事內容有密切的關係。 | 2002-2004 |
| 2009-2010 | 超時空要塞 - 成為日後系列故事發展基礎的「初代」作品。 | 1982-1983 |
| 2009      | 超時空要塞 愛，還記得嗎？ - 重拍TV版故事，大幅修改TV版內容 1. 與地球敵對的巨人族（傑特拉帝）一分為二，男（傑特拉帝）、女（梅爾特蘭帝）相互對立陣營 2. 重新設定高階巨人族造型 3. 將馬克羅斯艦原屬勢力由TV作品中之監察軍改為女巨人族、刪除監察軍設定 現在一般官方設定成馬克羅斯世界背景中地球統合軍作為戰勝紀念所拍攝的一部電影、可視為與電視版平行時空故事。 | 1984      |
| 2012      | Flash Back 2012 | 1987      |
| 2040      | Macross Plus | 1994-1995 |
| 2045-2046 | 超时空要塞 7 - 超时空要塞正统续篇 TV版 | 1994-1996 |
| 2046      | 超时空要塞 7 Trash - 美樹本晴彦的漫畫作品 | 1994-2001 |
| 2046      | 超时空要塞 7 银河在呼唤我 - Macross 7 電影版 | 1995      |
| 2047      | 超时空要塞 Dynamite 7 - 超时空要塞7的續篇（超时空要塞15周年紀念作品）。 | 1997      |
| 2047      | 超时空要塞 Digital Mission VF-X - Play Station 遊戲 | 1997      |
| 2050-2051 | 馬克羅斯VF-X2 - 馬克羅斯剧情历史上非常重要的一环，与馬克羅斯FRONTIER（尤其是小说版）关系紧密。 - Play Station 遊戲 | 1999      |
| 2059      | 超時空要塞Frontier - 超时空要塞正统续篇 TV版（超时空要塞25周年紀念作品） | 2007-2008 |
| 2067      | 超時空要塞Δ - 超时空要塞正统续篇 TV版 | 2016-2018 |
| 2089      | 超時空要塞II：再愛一次 - 馬克羅斯同一平行時空的故事，延續1984年劇場版、而非82年電視版作品世界觀。 | 1992      |

## 版權糾紛

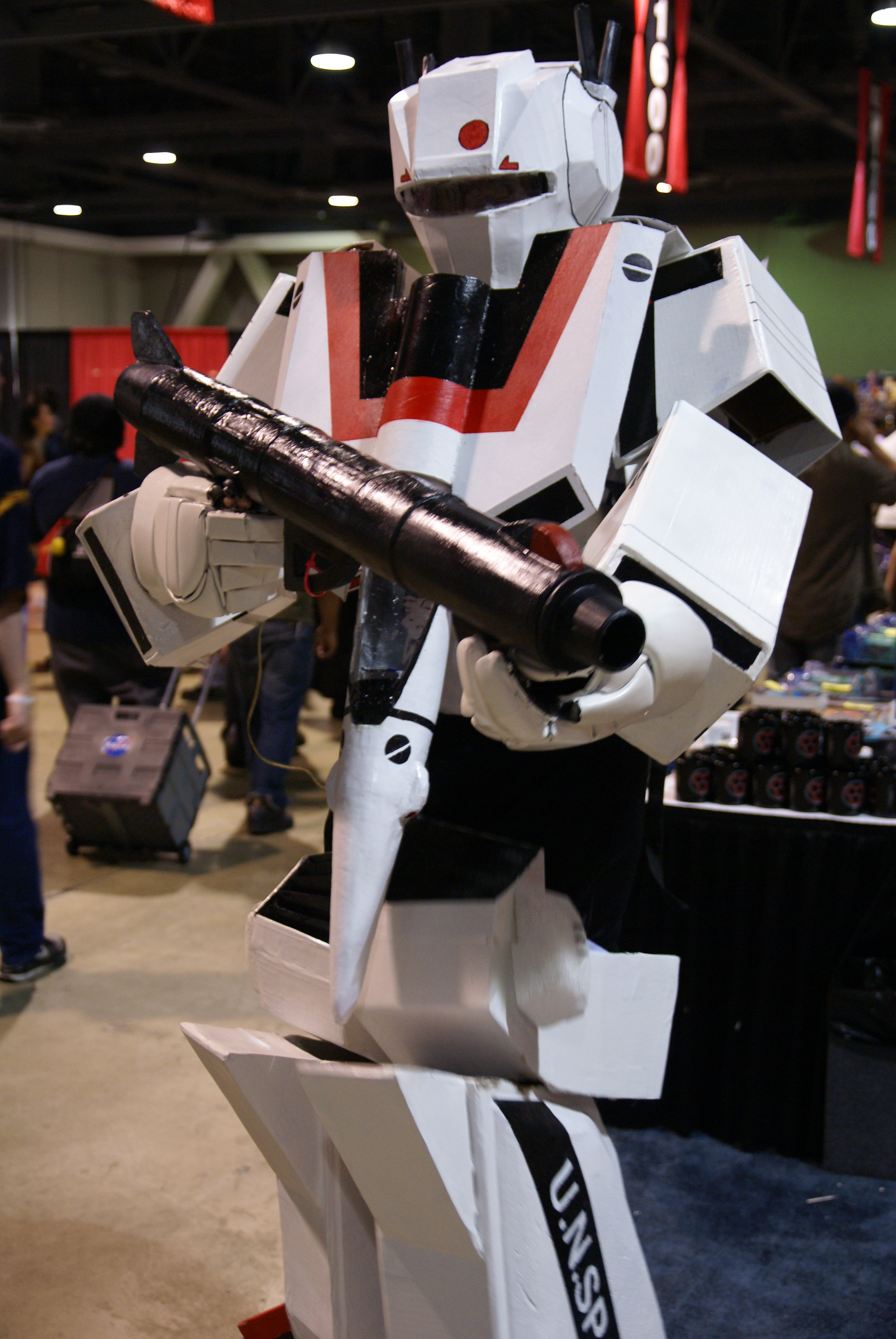
VF-1機體cosplay

1982年10月，電視動畫《超時空要塞馬克羅斯》的製作公司龍之子，從贊助商Big West處獲得《超時空要塞馬克羅斯》在海外的動畫和周邊商品發行權。1984年1月15日，龍之子授予香港公司金和聲（Harmony Gold，簡稱HG）在北美地區《超時空要塞馬克羅斯》的商品化權利；同年9月11日，授權金和聲再加上其他兩部動畫《機甲創世記》、《超時空騎團》製作出《太空堡壘》。
1984年至1985年間，香港金和聲分兩階段轉移合約至合作夥伴Frank Agrama所設立的美國金和聲上（以下簡稱「金和聲」），從此和香港方面無關。龍之子後續與金和聲簽訂數項合約，其中以1991年3月15日的合約授予三部專屬權及不可撤銷權利十年，即操作合約；1998年8月6日，不僅續約十年至2011年3月14日，更修訂操作合約賦予永久衍生作品權利；2002年6月28日，又續約十年至2021年3月14日止。這些合約皆由當時經營龍之子的吉田家族，交給親信後來也當過社長的成嶋弘毅（Koki Narushima）代表處理。
自1999年開始，金和聲在北美、西歐等地區註冊「馬克羅斯」商標，並以法律手段禁止其他代理商銷售馬克羅斯產品，宣稱除了日本以外擁有全世界「馬克羅斯」專屬權，甚至也至日本註冊。此舉大大損害Big West權益，因金和聲的版權來源與合作夥伴是龍之子，Big West和Studio Nue也不甘示弱，在2001年向東京地方法院控告龍之子，於是雙方展開一連串法律纏訟。
- 經過2001年－2005年的訴訟，整理結果如下：

1. Big West和Studio Nue共同擁有《超時空要塞馬克羅斯》所有人物、機械設定的著作權（著作者人格權）。
2. 龍之子因其作為《超時空要塞馬克羅斯》的製作者而擁有著作權（著作財產權），但無權再公佈《超時空要塞馬克羅斯》的任何派生物（涉及著作者人格權的公開發表權部分，即無權再製作超時空要塞續作），也無權對《超時空要塞馬克羅斯》進行修改（涉及著作者人格權的同一性保持權部分）。
3. 動畫影片標題非他人商品表徵[註 7]，因此Big West仍可使用「馬克羅斯」之名創作、發行。

- 影響：

1. 金和聲仍可在北美地區合法發售《超時空要塞馬克羅斯》電視動畫版（如授權AnimEigo和ADV Films發行）及其周邊產品（包括書籍，遊戲、玩具等），但無權再使用《超時空要塞馬克羅斯》的人設和機設製作新的動畫和電影。金和聲對此一貫立場是不受日本法院判決拘束[16]，卻因與龍之子合作，而具體反映在《太空堡壘：暗影編年》上[17]。
2. 由於判決不涉及「馬克羅斯」商標權，除非關係良好或給予以經濟補償[註 8]，否則日方的馬克羅斯系列產品依然無法在金和聲註冊商標區域公開發售。這也是自2002年的《超時空要塞Zero》以來，無海外授權代理產品的原因。

2005年以后，吉田家族因龍之子易主而退出經營，先後入主的特佳麗（2005年）及日本電視台（2014年）不想再放任金和聲下去，遂著手整頓。由於金和聲註冊「馬克羅斯」等商標連續五年使用為有效商標，因此無法予以註銷；2013年秋，要求修改和重申操作合約，金和聲認為這樣會大幅減少其權益而拒絕接受，雙方歧見日深，於2016年11月22日提起仲裁。龍之子在2015至2016年進行審計（先前從未落實每十二個月審計一次），認為金和聲擅自授權擴及真人電影、未支付家用影音與其他權利金等等，反訴遭受損失。2017年8月23日仲裁重點如下：
1. 家用影音非商品化權利，未於時效消滅前追溯有關爭點事項，以及審計所指損失不符事實，故龍之子反訴不成立，但仍可收取扣除Big West訴訟費用後的4萬2543美元權利金。
2. 衍生作品（太空堡壘）亦包括真人電影，然金和聲主張永久持有該權利，不符現實續約運作也牴觸《1976年著作權法》規定衍生作品隨授權到期，其《超時空要塞馬克羅斯》、《機甲創世記》、《超時空騎團》版權和商標權在2021年3月14日到期後，若無續約則不再有衍生作品權利。
3. 金和聲未違反合約，此次仲裁由龍之子負擔對方所有費用84萬8708美元。

2019年7月5日，金和聲在Anime Expo宣布《超時空要塞馬克羅斯》、《機甲創世記》、《超時空騎團》三部作品與龍之子達成續約。
2021年4月9日，Big West、Studio Nue與金和聲共同宣布於該年3月1日簽訂歷史性合約，《超時空要塞》電視動畫系列及其電影可直接全球展開發行，Big West承認龍之子、金和聲有關《太空堡壘》電視動畫系列和周邊商品上，在日本以外長年使用《超時空要塞馬克羅斯》41個角色跟機設的專屬授權（exclusive license），未來也不會反對《太空堡壘》真人電影於日本上映，雙方將一起致力開拓《超時空要塞》和《太空堡壘》系列作品的國際市場，長達20年的版權糾紛劃下休止符。河森正治對此在Twitter發文表示「沒有不破曉的黑夜」。
2021年4月22日，Big West宣布將在全世界發布1987年以降的超時空要塞系列。

## 外部連結
- 官方网站 （日語）